# Claude Deruet

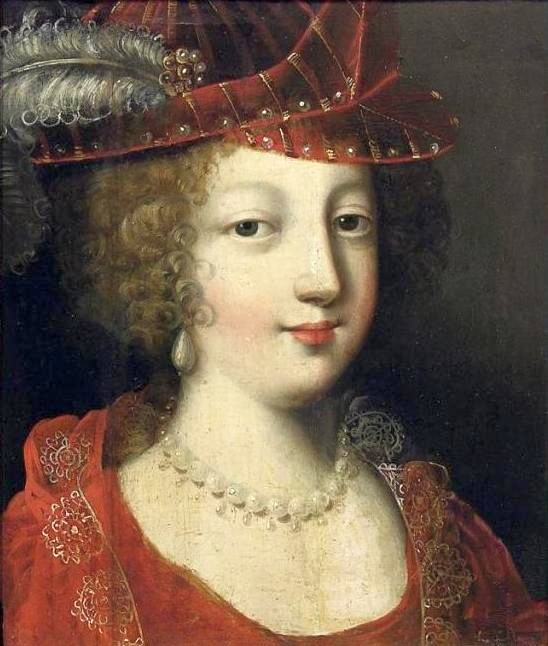
Portret kobiety w kapeluszu, Muzeum Czartoryskich w Krakowie

Claude Deruet (ur. ok. 1588 w Nancy, zm. 20 października 1660 tamże) – francuski malarz barokowy pochodzący z Lotaryngii, nadworny malarz Karola III Wielkiego.
Był uczniem Jacques'a Bellange'a, nadwornego malarza Karola III, księcia Lotaryngii. Około 1612 i 1619 przebywał w Rzymie, gdzie – według André Félibiena – uczył się u malarza i rytownika Antonia Tempesty. Podczas pobytu w Rzymie namalował portret japońskiego samuraja Hasekury Tsunenagi, który odwiedził Europę w 1615. W latach 1625–1626 malarz Claude Lorrain był jego uczniem.
Książę Lotaryngii nadał mu tytuł szlachecki w 1621 roku. W 1645 roku Ludwika XIII, który w 1641 roku aneksował Lotaryngię do Francji, mianował go rycerzem Orderu św. Michała. Król i królowa gościli w 1633 roku w rezydencji malarza w Nancy.